# Amoeba proteus

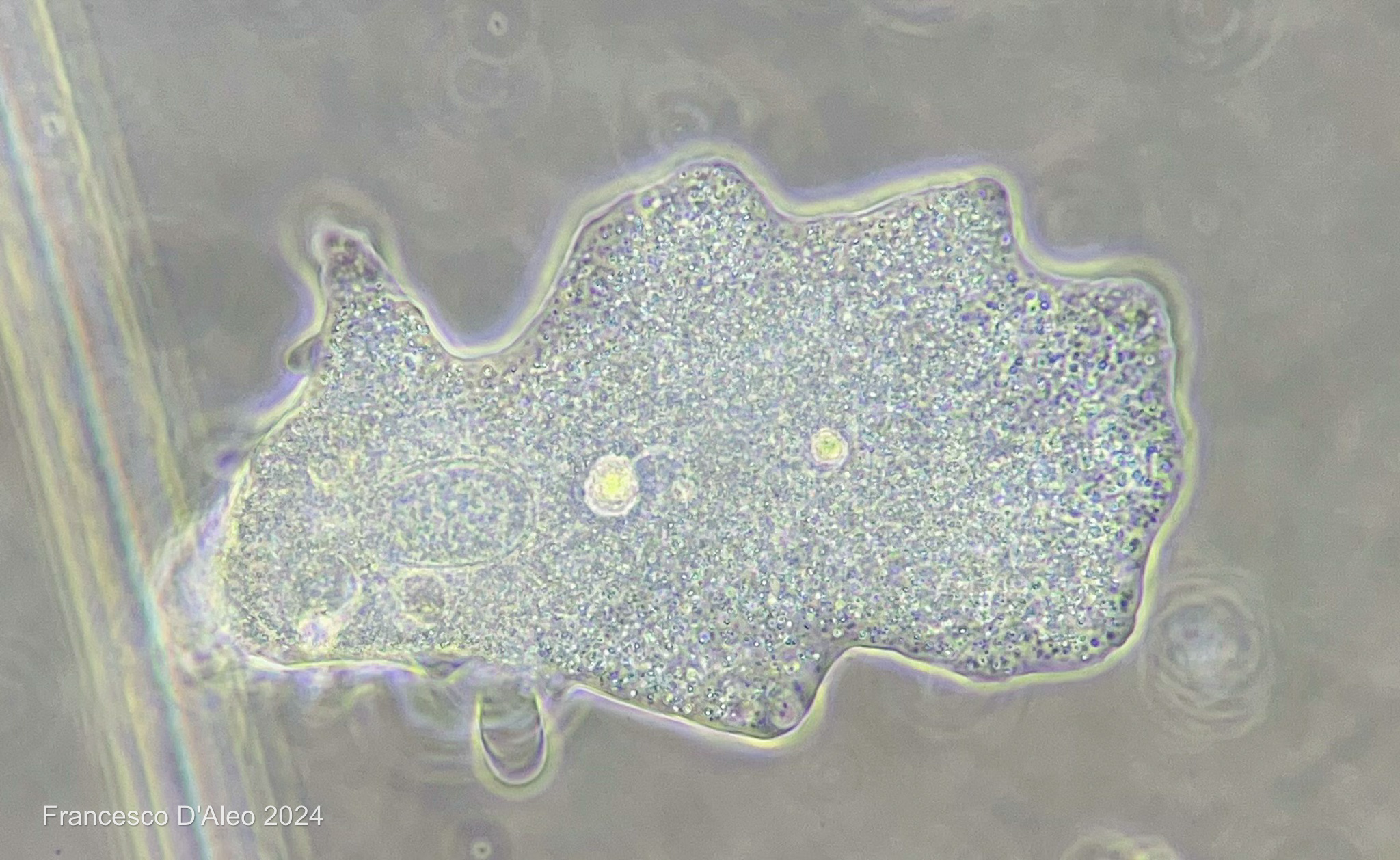
Amoeba proteus al microscopio ottico, 400x DIC

Amoeba proteus è una specie di protozoi. Questa grande ameba usa protuberanze tentacolari chiamate pseudopodi o lobopodi per spostarsi e nutrirsi tramite fagocitosi di organismi unicellulari più piccoli che vengono avviluppati all'interno del citoplasma della cellula in un vacuolo digestivo per poi essere lentamente assimilati con l'aiuto di enzimi. Amoeba proteus è dotata di un nucleo cellulare che contiene cromatina granulare, numerosi altri organuli tipici della cellula eucariota.